# جوزو إيتامي
جوزو إيتامي (باليابانية: 伊丹 十三) ، وهو ممثل ياباني ومخرج سينمائي، من مواليد 15 مايو 1933 وتوفي بتاريخ 20 ديسمبر 1997م.

## وصلات خارجية
- جوزو إيتامي على موقع IMDb (الإنجليزية)
- جوزو إيتامي على موقع الموسوعة البريطانية (الإنجليزية)
- جوزو إيتامي على موقع روتن توميتوز (الإنجليزية)
- جوزو إيتامي على موقع ألو سيني (الفرنسية)
- جوزو إيتامي على موقع أول موفي (الإنجليزية)
- جوزو إيتامي على موقع قاعدة بيانات الأفلام السويدية (السويدية)
- جوزو إيتامي على موقع قاعدة بيانات الفيلم (الإنجليزية)
- جوزو إيتامي على موقع كينوبويسك (الروسية)
- قالب:Jmdb name
- Juzo Itami's grave
- Itami Juzo Museum (باليابانية)